# Джубба (річка)
Джубба — річка на півдні Сомалі. Бере початок біля кордону з Ефіопією при злитті річок Дава і Генале, тече на південь, впадаючи в Індійський океан.
Басейн Джуби являє собою, в основному, савану. Є найбагатшим регіоном країни внаслідок родючості — тут випадає найбільше опадів.
Тваринний світ по берегах річки представлений такими представниками як жирафи, гепарди, леви, леопарди, гієни, буйволи, бегемоти, крокодили, змії, слони, гемсбоки, газелі і дикі осли.
По річці названі адміністративні регіони в Сомалі: Середня Джуба і Нижня Джуба.

## ГЕС
На річці розташовано ГЕС Fanoole.